# Altaf Tyrewala
Altaf Tyrewala (* Januar 1977 in Mumbai, Indien) ist ein indischer Dichter, Autor und Wirtschaftswissenschaftler, der in englischer Sprache schreibt.

## Leben
Tyrewala ging nach dem Schulabschluss nach New York City, wo er Werbung und Marketing studierte. Am dortigen Baruch College erlangte er 1995 den Abschluss Bachelor in Business Administration (BBA). 1999 ging er nach Mumbai zurück, wo er in verschiedenen Unternehmen als Softwarespezialist arbeitete.
Tyrewalas erste Veröffentlichungen, nachdem er sich seit 2002 vollständig dem Schreiben zuwandte, waren Kurzgeschichten.
2004 war er Teilnehmer des Internationalen Literaturfestivals Berlin| Sein erster Roman erschien 2005 in Indien und wurde inzwischen auch in mehreren europäischen Sprachen und in Marathi gedruckt. 2013 erschien in englischer und deutscher Sprache beim Berliner Berenberg Verlag sein Langgedicht: Das Ministerium der Gefühle.
Tyrewala ist Muslim und lebt in Mumbai. Er arbeitet zurzeit an seinem zweiten Roman.

## Ehrungen und Preise
- 2011: Deutscher Akademischer Austauschdienst (DAAD): Künstlerstipendium für einen Aufenthalt in Berlin

## Veröffentlichungen
- 2005: No God in Sight, Macadam Page Publications, Mumbai, Indien 2007, ISBN 978-1-59692-263-1.
  - 2006: Kein Gott in Sicht, übersetzt von Karin Rausch: Suhrkamp, Frankfurt am Main, ISBN 978-3-518-41846-8.
- 2013: Englisch und Deutsch, übersetzt von Beatrice Faßbender: Das Ministerium der verletzten Gefühle. Gedicht. Berenberg Verlag, Berlin, ISBN 978-3-937834-67-2.[1]